# Чокорска поља
Чокорска поља су мјесна заједница у саставу града Бање Луке, Република Српска, БиХ. Ова мјесна заједница је формирана 2011. године, а до тада је највећи дио овог простора припадао мјесној заједници Сарачица, док су мањи дијелови припадали мјесним заједницама Голеши и Борковићи. Налази се западно од центра града, на путу према Бронзаном мајдану и Санском Мосту. Обухвата насељено мјесто Чокори и дијелове насељених мјеста: Прњавор Мали, Голеши, Бистрица, и Борковићи.